# 季尚卡农村居民点 (别尔哥罗德州)
季尚卡农村居民点（俄语：Тишанское сельское поселение）是俄罗斯联邦别尔哥罗德州沃洛科诺夫卡区所属的一个农村居民点。其下辖有9个居民点，行政中心为季尚卡。据2016年统计，该农村居民点的人口为1260人。